# موسیقی ئی‌دی‌ام ترپ
ئی‌دی‌ام ترپ (انگلیسی: EDM trap; که به سادگی با نام ترپ شناخته می‌شود) یک ژانر موسیقی تلفیقی از موسیقی هیپ هاپ و موسیقی رقص الکترونیک (ئی‌دی‌ام) است که در اوایل دههٔ ۲۰۱۰، در اوج محبوبیت ژانرهای بیگ هاوس و موسیقی ترپ ابداع شد.